# Kouign-amann
O Kouign-amann é um bolo doce bretão, feito com massa laminada. É um bolo redondo de várias camadas, originalmente feito com massa de pão (hoje em dia massa viennoiserie), contendo camadas de manteiga e açúcar incorporado, semelhante à moda da massa folhada, embora com menos camadas. O bolo é assado lentamente até que o açúcar caramelize e a manteiga da receita (na verdade, o vapor dos 20% de água na manteiga) expanda a massa, resultando em sua estrutura em camadas. Uma versão menor, “kouignette”, é semelhante a um croissant caramelizado em forma de muffin.

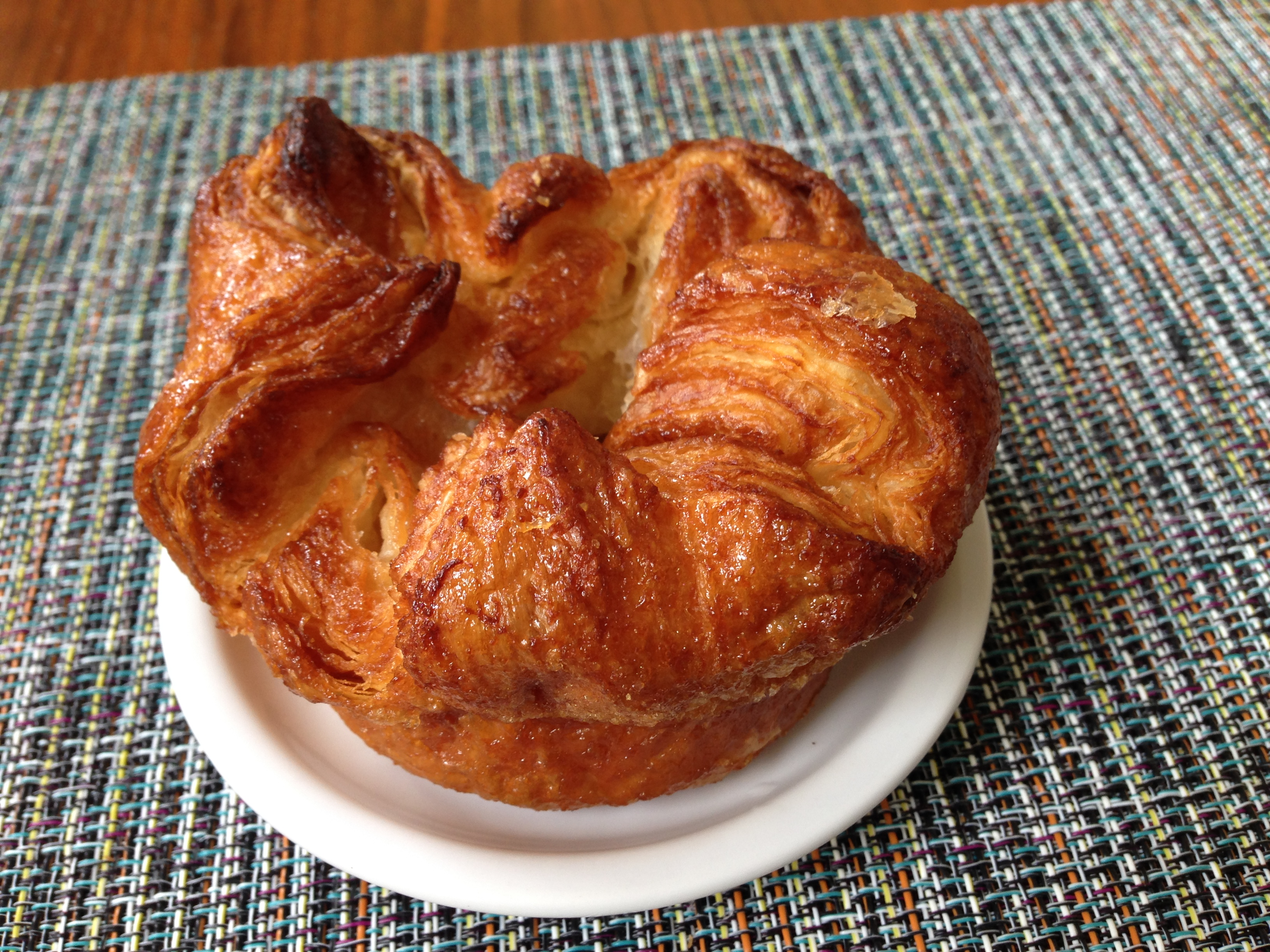
bolo individual

Uma especialidade da cidade de Douarnenez em Finistère, na Bretanha, onde se originou por volta de 1860, a massa é atribuída a Yves-René Scordia. 
O nome vem das palavras da língua bretã para bolo (kouign) e manteiga (amann) e, em 2011, o jornal New York Times descreveu o kouign-amann como "a massa mais gordurosa de toda a Europa". 

## Popularidade
O kouign-amann tem sido uma massa comum em muitas padarias japonesas depois de se difundir no final dos anos 1990.  